# Cindy Abrams
Cindy Abrams é uma política americana que é membro da Câmara dos Representantes de Ohio desde 2019. Abrams representa o 29º distrito de Ohio, que consiste em partes do oeste do Condado de Hamilton.
Abrams recebeu o seu diploma de bacharel em justiça criminal pela Universidade de Indiana. Antes da sua eleição para a câmara dos representantes, ela era polícia no Departamento de Polícia de Cincinnati e serviu no conselho municipal de Harrison, Ohio. Ela sucedeu a Louis Blessing como representante estadual para o 29º distrito após tomar posse no dia 10 de outubro de 2019.
Ela mora em Harrison, Ohio com o seu marido Doug. Eles têm dois filhos.